# Bodrog
El Bodrog és un riu curt, afluent del Tisza, que discorre per Eslovàquia i per Hongria. El Bodrog està format per la confluència dels rius Ondava i Latorica prop de Zemplín. Travessa la frontera entre Eslovàquia i Hongria al poble de Felsőberecki (Hongria) i Streda nad Bodrogom (Eslovàquia), on és també el punt més baix d'Eslovàquia (94,3 msnm), i continua pel comtat hongarès de Borsod-Abaúj-Zemplén, fins que desemboca al riu Tisza a Tokaj.
Té una llargària de 67 km (15 a Eslovàquia i 52 a Hongria), i una superfície de 13.579 km² (972 km² a Hongria).